# Alexandre Ablessimov
Œuvres principales
Le meunier qui était un sorcier, un tricheur et un entremetteur
Alexandre Onissimovitch Ablessimov (Алекса́ндр Они́симович (Анисимович) Абле́симов) est un écrivain russe né le 9 septembre 1742 et décédé en 1783.

## Biographie
Ablessimov naît à Galitch en 1742 dans une Russie en pleine guerre russo-suédoise. Ablessimov développe un style dramatique, poétique, satirique ou encore journalistique. Il s’essaie ensuite à l'activité de librettiste d’opéra. Ablessimov décède en 1783 à Moscou.